# Jacques de Lajoüe
Jacques de Lajoüe (1686 i Paris (1687?) – 1761 sammesteds) var en fransk maler.
Han blev medlem af Académie royale de peinture et de sculpture i 1721. Han var især arkitekturmaler og dekoratør.
I 1732 blev han berømt på et perspektiv, som han udførte i Bibliothèque Sainte-Geneviève. I 1740 udgav han bogen Paysages et Perspectives med kobberstukne rokokomotiver. Han formgav titelbladet til Philips Wouwermans værker. Adskillige kobberstik af hans værker blev udført af Charles-Nicolas Cochin og Pierre Alexandre Tardieu.

## Værker i udvalg
- Bonnier de La Mossons fysiske kabinet og tre andre dørstykker (maleri, 1734, Beit Collection, Irland)
- Scene i en park (maleri, 1740'erne, Eremitagemuseet, Sankt Petersborg)
- (sammen med Abraham-Ignace Bolkman): Elegant selskab (maleri, privatsamling, Spanien)
- Design til et våben i form af en båd med sejl. Til "Recueil Nouveau de Differens Cartouches" (1734, tegning, Cooper-Hewitt, National Design Museum, New York
- Udkast til dekoration (1740-60, tegning, Cooper-Hewitt, National Design Museum)
- Vinter (tegning, Eremitagemuseet)